# Rhipidocladum maxonii
Rhipidocladum maxonii là một loài thực vật có hoa trong họ Hòa thảo. Loài này được (Hitchc.) McClure miêu tả khoa học đầu tiên năm 1973.